# Vielen Dank für Nichts
Vielen Dank für Nichts ist eine Filmkomödie des Regie-Duos Stefan Hillebrand und Oliver Paulus aus dem Jahr 2013.

## Handlung
Der 17-jährige Valentin ist nach einem Snowboardunfall querschnittgelähmt und benötigt einen Rollstuhl. Er rebelliert gegen seine Mutter, die ihn von Zürich zu einem Reha-Zentrum in Meran (Südtirol) fährt, wo er an einem Behinderten-Theaterprojekt teilnehmen soll. Bei jeder Gelegenheit zeigt er dort seinen Frust und weigert sich zuerst, in der Gruppe mitzumachen. Mit der Zeit verliebt er sich jedoch in die Therapeutin Mira und freundet sich mit seinem Mitbewohner Titus sowie mit Lukas an. Lukas ist spastisch gelähmt und neben dem Rollstuhl auf eine elektronische Kommunikationshilfe angewiesen.
Als Valentin erfährt, dass Mira mit dem schleimigen BWL-Studenten Marc liiert ist, beschliesst er, die Tankstelle zu überfallen, an der Marc arbeitet. Begeistert bieten sich Lukas und Titus als Komplizen an. Es gelingt den drei Rollstuhlfahrern, eine Pistole zu kaufen. Als sie von betrunkenen Jugendlichen drangsaliert werden, feuert Titus einen Schuss ab. Darauf zieht er sich zurück. Valentin und Lukas überfallen zusammen die Tankstelle und erbeuten etwas Geld. Vor Gericht werden beide zu zweieinhalb Jahren Gefängnis auf Bewährung verurteilt. Auch dem mehrfachbehinderten Lukas wird dadurch Deliktsfähigkeit attestiert. Im Stadttheater Bozen geht das Theaterprojekt mit der «Hamlet»-Aufführung unter der Regie von Antonio Viganò zu Ende.

## Produktion
Die Produktion leistete einen Beitrag zur Inklusion. Statt eines klassischen Drehbuchs fand eine Skizzenentwicklung unter Einbezug der Protagonisten statt. Die Hauptdarsteller Nikki Rappl und Bastian Wurbs sowie weitere Darsteller kamen aus Behinderten-Theatergruppen.
Die «barrierefreie Komödie» erschien auf DVD mit einer Hörfilmfassung für Sehbehinderte sowie mit deutschen Untertiteln für Hörbehinderte.

## Soundtrack
Der Titelsong Lass springen, Baby! und weitere Songs wurden von Rodrigo González von der Band «Die Ärzte» komponiert und gesungen. Drei Songs stammen von der Band «Der Fall Böse».

## Kritik
„‹Vielen Dank für Nichts› will für die Behinderten kein Mitleid. Sondern zeigen, dass sie cool sind. So cool wie Teenager eben sind, ob mit oder ohne Rollstuhl. Mehr Tiefgang als in anderen Feelgood-Komödien gibt es allerdings nicht.“

„Es fehlt noch etwas an Vertrauen in ein echtes Selbstbild behinderter Menschen. Insofern ist der Film ein ziemlich genaues Abbild eines Prozesses, in dem Behinderte und Nicht-Behinderte noch einen langen Weg aufeinander zugehen müssen.“